# Wolf Trap Opera Company
La Wolf Trap Opera Company (a volte abbreviata WTOC) è stata fondata nel 1971 come parte del programma della Fondazione Wolf Trap situata vicino al Wolf Trap National Park for the Performing Arts nella Contea di Fairfax, in Virginia. La compagnia è un programma di residenza per aspiranti professionisti dell'opera. La sua produzione più importante è un festival lirico estivo.

## Missione e sviluppo
La missione della compagnia è scoprire e sviluppare il talento nel campo dell'opera e assistere i giovani cantanti fornendo loro formazione ed esperienza di interpretazione con produzioni d'opera, concerti e recital ogni estate al Filene Center e The Barns at Wolf Trap. Le produzioni presentano anche il lavoro di registi emergenti, direttori d'orchestra, designer, istruttori, direttori di scena, artisti scenografici e tecnici.
La Compagnia offre opportunità di interpretazione e sviluppo professionale per due livelli di cantanti professionisti emergenti. I Filene Young Artists hanno in genere terminato di recente gli studi accademici e l'apprendistato e stanno per entrare nella fase professionale delle loro carriere a tempo pieno. Cantano tutti i ruoli principali e di supporto nelle produzioni della WTOC e sono presenti in concerti e recital. Tra i giovani artisti degni di nota del Filene figurano Lisa Hopkins Seegmiller, John Holiday e Craig Colclough.
Gli Studio Artists stanno per finire il loro studio universitario o hanno appena iniziato a lavorare per una laurea. Cantano in gruppi e piccoli ruoli nelle produzioni della WTOC e presentano un programma di scene allestite in teatro.
Da una équipe di oltre 1.000 cantanti, in genere ne vengono scelti da 400 a 500 per l'audizione. Da quel gruppo da 15 a 20 sono selezionati come Filene Young Artists e da 12 a 16 sono selezionati come Studio Artists.
La compagnia presenta tipicamente tre opere al Filene Center e/o The Barns at Wolf Trap. Inoltre si svolgono recital e altri spettacoli. Nel 2010 la compagnia ha presentato Zaide, Il turco in Italia e Sogno di una notte di mezza estate. La stagione 2012 ha compreso Sogno di una notte di mezza estate di Igor' Stravinskij al The Barns. La stagione 2013 si è aperta con Il viaggio a Reims di Gioachino Rossini, seguito da La traviata e Falstaff di Giuseppe Verdi.
La Wolf Trap Opera presenta regolarmente anche rarità operistiche in allestimento completo. Le ultime stagioni hanno compreso le rappresentazioni de I fantasmi di Versailles di John Corigliano nel 2015, L'opera seria di Florian Leopold Gassmann nel 2016, The Fall of the House of Usher e The Juniper Tree di Philip Glass, Bastianello di John Musto e La pietra del paragone di Rossini nel 2017, I sette peccati capitali di Kurt Weill nel 2018, L'île de Merlin di Gluck e Der Kaiser von Atlantis di Viktor Ullmann nel 2019.

## Filene Young Artists
Oltre il 90% dei recenti Filene Young Artists lavorano come cantanti professionisti. Tra gli alunni degni di nota figurano Stephanie Blythe (1995 e 1996), Lawrence Brownlee (2001), Elizabeth Futral (1991), Denyce Graves (1989), Christine Goerke (1995), Nathan Gunn (1994 e 1995), Beverly Hoch (1980), Lisa Hopkins (2007), Michael Maniaci (2002), Simon O'Neill (2003), Dawn Upshaw (1985), Jennifer Larmore (1983), Mark Delavan (1988), Paul Austin Kelly (1987), James Maddalena (1975, 1976, e 1977), Mary Dunleavy (1993 e 1994), Robert Orth (1975, 1976, e 1979), Rockwell Blake (1974 e 1976), Richard Croft (1985) e Anna Christy (2000 e 2001).
Nel dicembre 2009 la registrazione dal vivo della compagnia effettuata nel 2007, del Volpone di John Musto è stata nominata per un Grammy Award nella categoria Miglior Registrazione di un'Opera.